# Inspektorat Tczew Armii Krajowej
Inspektorat Tczew Armii Krajowej – terenowa struktura Podokręgu Północno-Zachodniego z Okręgu Pomorze Armii Krajowej.

## Struktura organizacyjna
Struktura organizacyjna podana za Atlas polskiego podziemia niepodległościowego:
- Obwód Tczew
- Obwód Starogard Gdański
- Obwód Kościerzyna